# إنغريد بولارد
إنغريد بولارد (بالإنجليزية: Ingrid Pollard)‏ هي مصورة بريطانية، ولدت في 1953.